# Naudiz

Naudiz

Naudiz (ᚾ) ist die zehnte Rune des älteren Futhark und die achte Rune des altnordischen Runenalphabets mit dem Lautwert n. Der rekonstruierte urgermanische Name bedeutet „Not“. Diese Rune erscheint in den Runengedichten als altnordisch nauðr, altenglisch nīed bzw. gotisch noicz.

## Zeichenkodierung
| Unicode Codepoint | U+16BE                         |
| Unicode-Name      | RUNIC LETTER NAUDIZ NYD NAUD N |
| HTML              | &#5822;                        |
| Zeichen           | ᚾ                              |